# 피톨
피톨(영어: phytol)은 비타민 E와 비타민 K1의 합성의 전구물질로 사용될 수 있는 비고리형 다이테르펜 알코올이다. 반추동물에서 섭취된 식물성 먹이가 장에서 발효되어 엽록소의 구성 성분인 피톨을 유리시키면, 피톨은 피탄산으로 전환되어 지방으로 저장된다. 상어의 간에서 피톨은 프리스테인으로 전환된다.

## 인체병리학
레프숨병은 피탄산이 조직에 대규모로 축적되는 상염색체 열성 유전 질환으로 말초 다발신경병증, 소뇌성운동실조증, 망막색소변성증, 후각소실, 청력손실을 나타낸다. 사람은 엽록소로부터 피탄산을 얻을 수는 없지만, 유리 피톨을 피탄산으로 전환할 수 있다. 따라서 레프숨병을 가지고 있는 환자들은 피탄산과 유리 피톨의 섭취를 제한해야 한다. 많은 식품에 함유된 유리 피톨의 양이 알려져 있다.

## 자연에서의 역할
Blepharida rhois와 같은 곤충은 포식에 대한 화학적 억제제로 피톨과 그 대사산물(예: 피탄산)을 사용하는 것으로 보고되었다. 이러한 화합물들은 먹이로 삼은 식물들로부터 유래되었다.
인간을 제외한 다양한 비인간 영장류들이 식물 물질의 후장 발효로부터 상당한 양의 피톨을 얻을 수 있다는 간접적인 증거들이 제시되었다.

## 전사 조절인자
피톨 및 그 대사산물들은 전사인자로 퍼옥시좀 증식 활성화 수용체 알파(PPAR-α)와 레티노이드 X 수용체(RXR)에 결합하여 이들을 활성화시키는 것으로 보고되었다. 대사산물인 피탄산과 프리스탄산은 자연적으로 생성되는 리간드들이다. 쥐의 구강에서 피톨은 여러 기관에서 퍼옥시좀의 대량 증식을 유도한다.

## 생물지구화학적 표지자
피톨은 생물권에 존재하는 가장 풍부한 비고리형 아이소프레노이드 화합물일 가능성이 높으며, 그 분해 생성물은 수생 환경에서 생물지구화학적 표지자로 사용되어 왔다.

## 상업적 활용
피톨은 향기 산업에서 사용되며, 화장품, 샴푸, 비누, 가정용 세제에 사용된다. 피톨의 세계적인 사용량은 1년에 약 0.1~1.0톤으로 추정된다.

## 같이 보기
- 아이소피톨
- 피탄트라이올